# Camino Natural Vía Verde del Pas

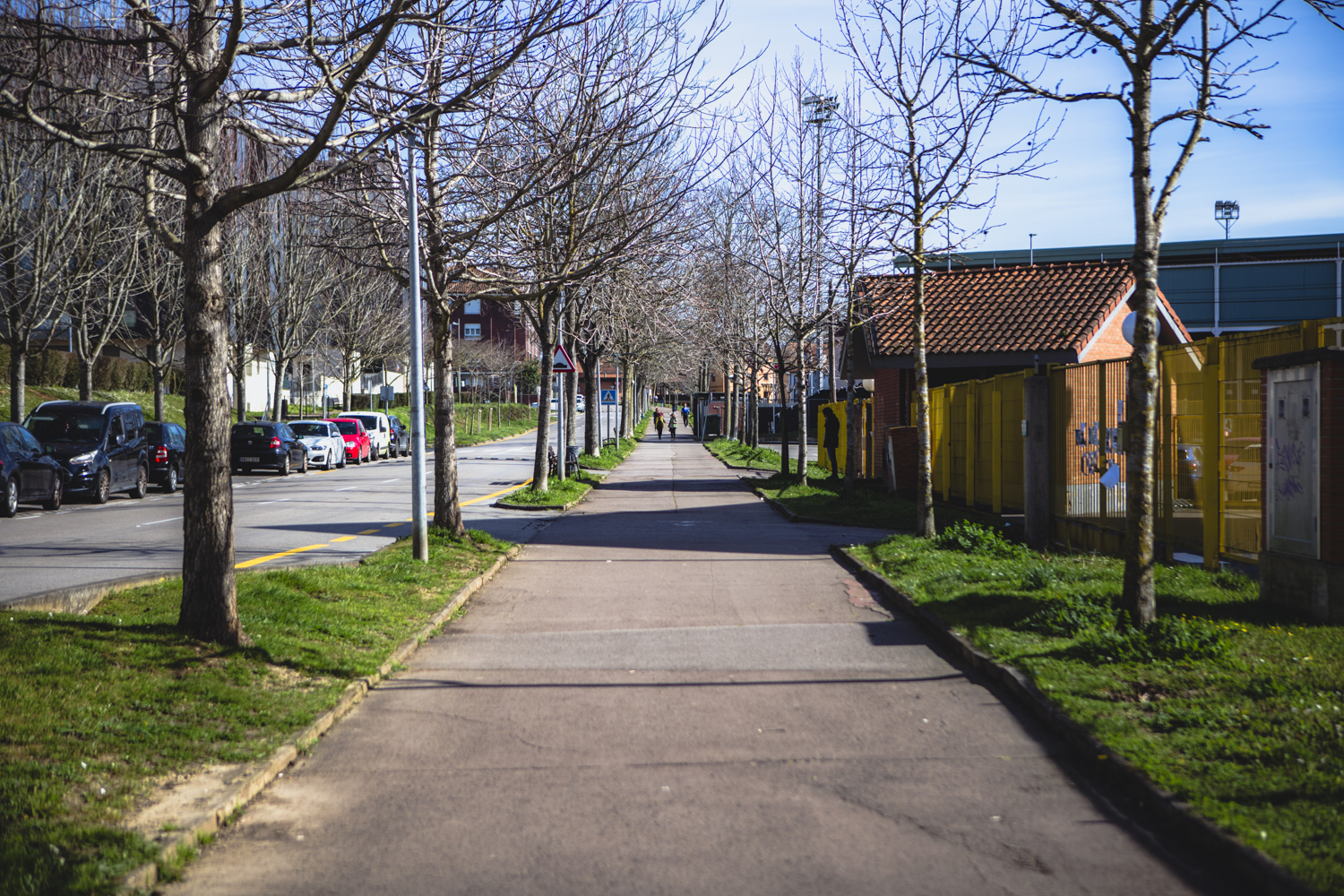
Salida de Astillero del Camino Natural

El Camino Natural Vía Verde del Pas, es una vía verde perteneciente a la Red de Caminos Naturales de España, del Ministerio de Agricultura, Pesca y Alimentación, que transcurre por el curso principal del río Pas, desde su nacimiento hasta su desembocadura, con un trayecto de más de 50 km. La zona es un espacio protegido de Cantabria, declarado Lugar de Importancia Comunitaria y designado como Zona Especial de Conservación.
El proyecto se encarga de la recuperación de antiguas infraestructuras relacionadas con el antiguo ferrocarril Astillero-Ontaneda, clausurado en 1973, para su uso senderista y ciclista.

## Localización

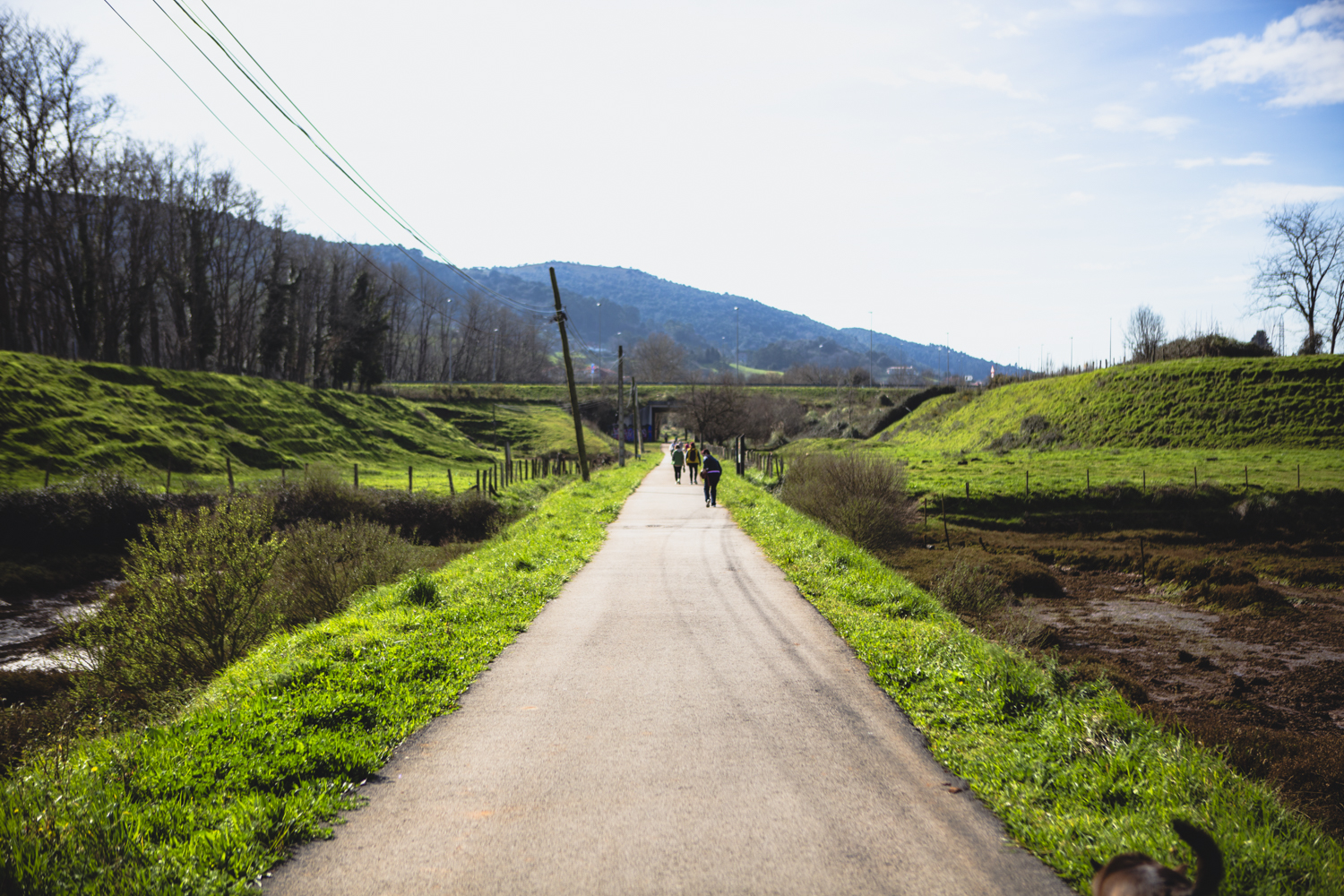
Tramo de la Vía Verde del Pas.

Este itinerario atraviesa los municipios de los Valles Pasiegos, en total 10,7 km divididos en dos etapas: el tramo Astillero-Villaescusa, y el tramo Sarón-La Penilla. Comprende el curso principal del Pas, desde su nacimiento hasta su desembocadura, con un trayecto de más de 50 km, además del de su principal afluente, el río Pisueña y otros tributarios de cabecera. Atraviesa los municipios de Vega de Pas, Luena, San Pedro del Romeral, Santiurde de Toranzo, Corvera de Toranzo, Puente Viesgo, Selaya, Villacarriedo, Saro, Villafufre, Santa María de Cayón, Castañeda, Piélagos y Miengo, comprendiendo una superficie superior a las 957 hectáreas.

## Historia
Este Camino Natural discurre por varios tramos de los que en su día fue la vía del ferrocarril Astillero-Ontaneda, de 35 km de longitud, y que funcionó desde su inauguración en 1902 hasta 1978. La finalidad del mismo era la de enlazar Santander con Burgos y Madrid y servir de alternativa a la línea Santander-Alar del Rey.
Durante sus primeros años, sirvió de eje económico aprovechando el auge del turismo que visitaba los balnearios de Puente Viesgo y Alceda. Con el tiempo, la línea fue alcanzando un carácter más industrial, a medida que se desarrollaba la minería de la zona. Además, contribuyó al desarrollo ferial de la comarca, sirviendo de transporte para el ganado, que se compaginaba con los pasajeros.
La falta de rentabilidad supuso el cierre progresivo de los tramos, hasta su cese definitivo.

## Descripción por tramos
El Camino Natural Vía Verde del Pas da comienzo en la localidad de El Astillero, junto al antiguo cargadero de mineral de Orconera. El Camino pasa junto al Parque de la Naturaleza de Cabárceno, entrando por Obregón y discurre por el arco sur de Cantabria, para introducirse después entre las sierras de Caballar y de La Matanza, atravesando el valle de Cayón, donde el río Pisueña se une al Pas en un entorno de robles, avellanos, espineras, hayas, acebos, campos de cultivo y grandes prados de pastos ganaderos, constantemente salpicados por el alboroto de las muchas especies de aves que pueblan el valle.

### Tramos habilitados
En enero de 2025, los tramos acondicionados como vía verde son los siguientes:

#### Tramo 1: Astillero - Villaescusa
El tramo cuenta con una distancia de 7,4 km y comienza en la localidad de El Astillero, concretamente junto al antiguo cargadero de mineral de Orconera, desde donde se puede disfrutar de un bello panorama de la ría de Solía hacia Santander.
La ruta continúa hasta el municipio de Villaescusa, cruzando la carretera CA-142 y la S-30. Posteriormente llega a Liaño y a sus antiguas instalaciones de una fábrica de ladrillo. Tras cruzar campos de maíz y una zona de prados rodeados de arces, laureles, robles, castaños y encinas, se llega a la antigua estación de La Concha, que ahora hace las veces de dependencias municipales.
Ya en Villanueva de Villaescusa, el recorrido continúa atravesando un pequeño bosque y finalmente llega a una de las entradas del Parque de la Naturaleza de Cabárceno, situado en Obregón, el final de este tramo.

#### Tramo 2: Sarón – La Penilla
El segundo tramo se inicia al oeste de la localidad de Sarón, en la estación de autobuses, desde donde, sigue pegado a la urbanización “La Campanilla”, hasta abandonar el municipio, y continúa junto al río Suscuaja.
Siguiendo por la vía, se cruza con un ramal que lleva hasta La Abadilla, entre vegetación de ribera, y prosigue por un camino de gravilla hasta llegar a La Penilla. El camino continúa recto hasta abandonar el pueblo y, posteriormente se inicia el camino peatonal de La Cueva, donde termina esta ruta.

### Hábitat
En cuanto al hábitat presente en el recorrido, cabe destacar que el Camino Natural atraviesa o discurre por bosques de robles, arces, fresnos, castaños y madroños además de vegetación de ribera.

## Otros datos de interés

### Parque de la Naturaleza de Cabárceno
Se trata de un espacio naturalizado por la mano del hombre, no es ni un parque natural ni un zoológico. Se encuentra en la localidad homónima y está instalado sobre las 750 hectáreas de una antigua explotación minera a cielo abierto, enclavada sobre un paisaje kárstico.
En él se encuentran un centenar de especies de animales de todo el planeta en régimen de semilibertad, distribuidos en recintos de grandes superficies donde coexisten algunas especies.

### Iglesia de San José
La iglesia de San José se encuentra en la población de El Astillero, es el comienzo de la ruta del Camino Natural Vía Verde del Pas. Construida en 1720, fue ampliada en 1746 con dos capillas en la parte opuesta a la torre. En 1890 se derribó la primera capilla, construyendo en su lugar una más amplia con planta octogonal. En 1947 el edificio fue demolido, levantándose de nuevo con tres naves de corte neorrománico, con techo de estilo neomudéjar y una torre de doble campanario.
En su interior, el retablo de la nave del lado del Evangelio, de estilo churrigueresco, destaca junto a la obra del escultor santoñés Víctor de los Ríos, el Cristo Yacente.

### Ermita de San Miguel de Carceña
De estilo románico-gótico, data del siglo XIII y fue declarada Bien de Interés Local en el año 2005. Esta ermita, situada en La Penilla, servía a los fieles de La Cueva, La Penilla y La Encina de Cayón.
Es una construcción de una sola nave que acaba en ábside semicircular, y presenta canecillos con figuras de tradición románica. La leyenda cuenta que dos pastores vieron a un toro escarbando pertinazmente en lo alto del Monte Carceña y cuando se acercaron al lugar descubrieron una imagen de San Miguel enterrada. Por ello, se construyó el templo pero en diferente lugar para facilitar el acceso a los fieles. Durante su construcción, diversos acontecimientos que tuvieron lugar, convencieron a los creyentes a ubicar el templo en el lugar correspondiente, tomando los mismos como una señal divina.

### Antiguo ferrocarrilAstillero - Ontaneda
La antigua vía de este ferrocarril, de 35 kilómetros de longitud, estuvo en servicio desde 1902 hasta 1978. El propósito fue enlazar Santander, Burgos y Madrid, como alternativa al ferrocarril Santander-Alar del Rey.
En un primer momento, sirvió de medio de transporte a los visitantes de los balnearios de Puente Viesgo y Alceda. Con el tiempo, la línea adquirió un tinte más industrial a medida que se desarrollaba la minería de la zona. También contribuyó al desarrollo de la actividad ferial de la comarca ya que compaginaba el transporte de pasajeros con el de ganado.
La falta de rentabilidad provocó el cierre progresivo de varios tramos, hasta el cierre definitivo de la línea.